# Iglesia del Sagrado Corazón de Jesús (Sevilla)

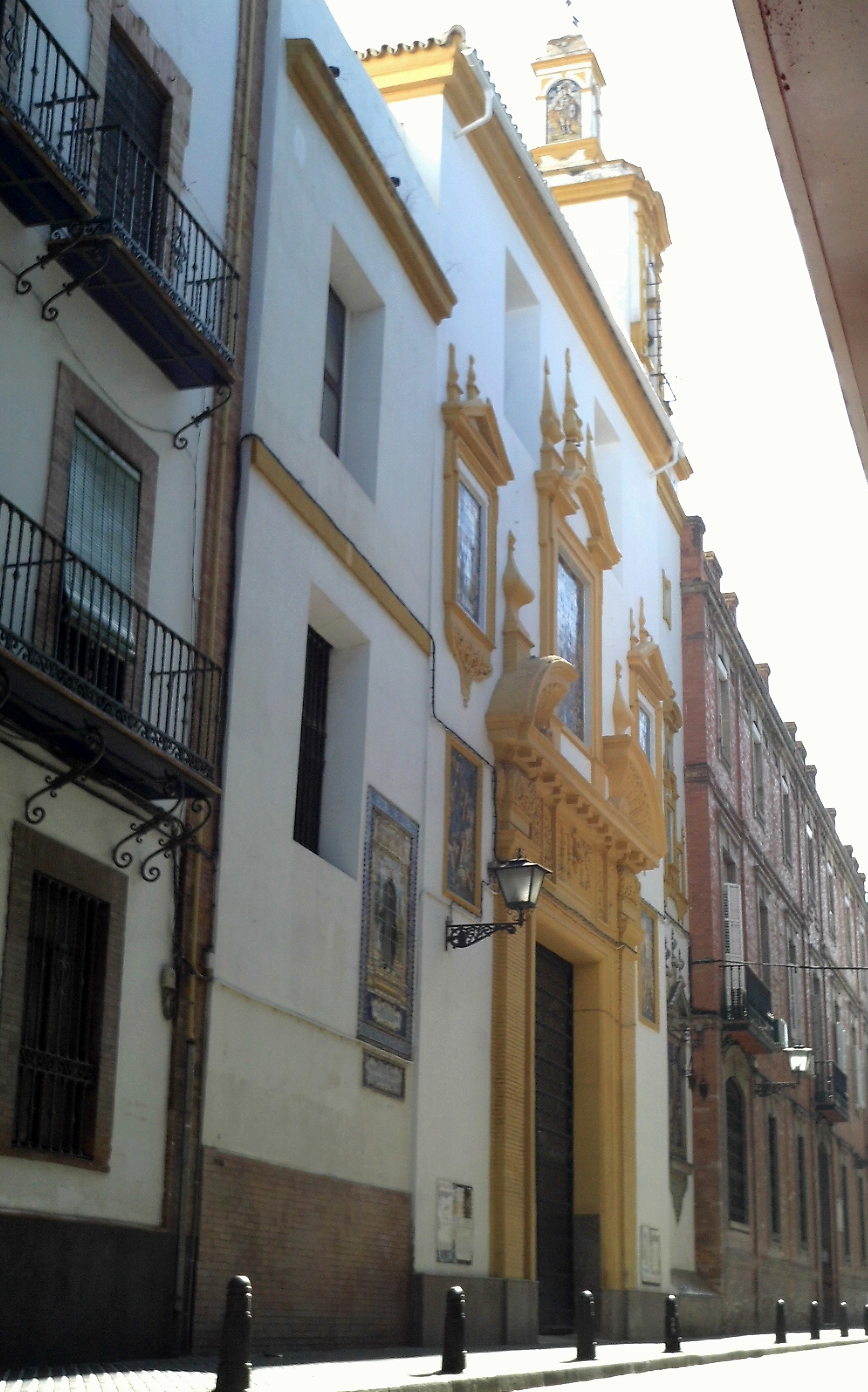
Fachada de iglesia del Sagrado Corazón de Jesús. Sevilla.

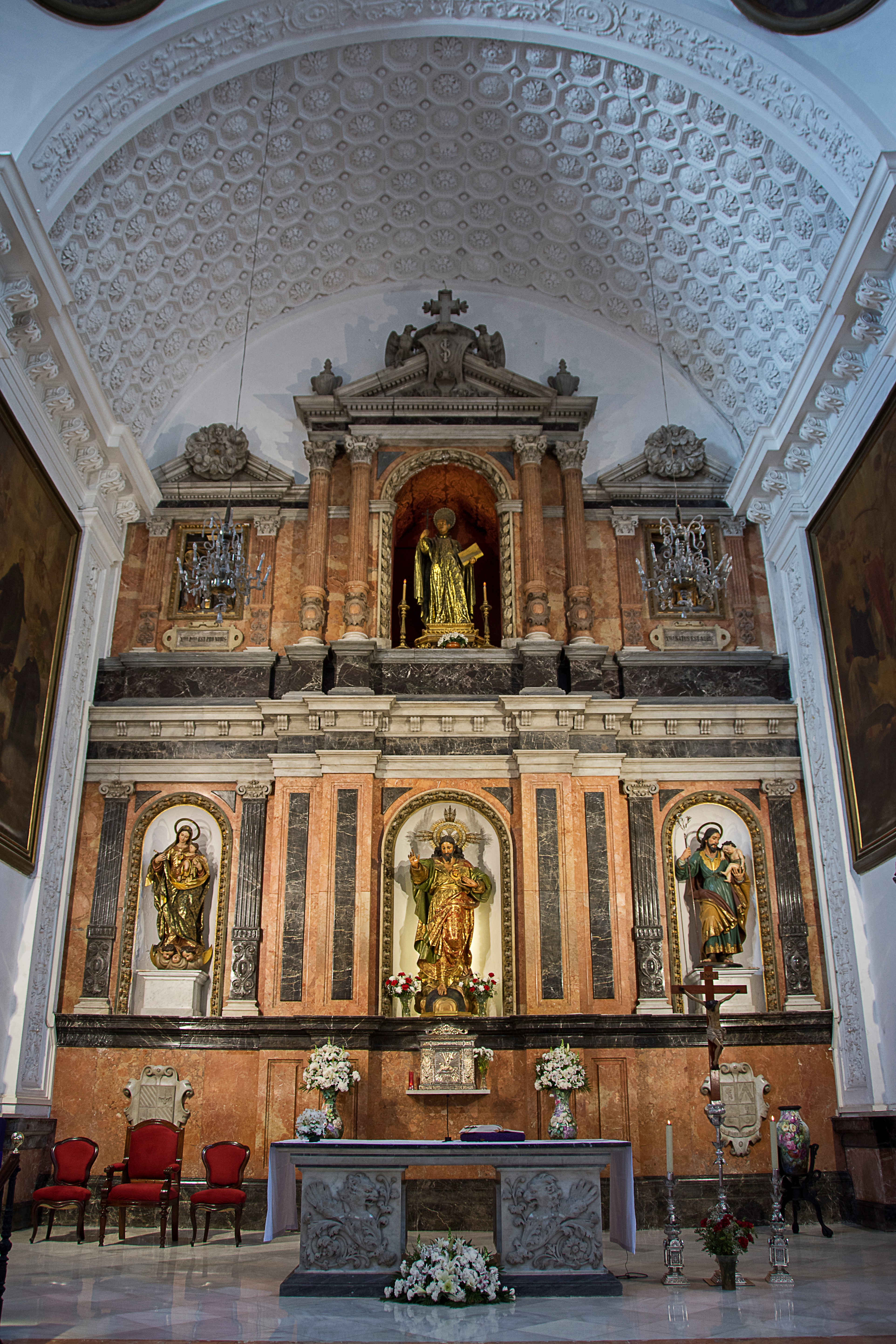
Altar mayor de la iglesia del Sagrado Corazón de Jesús. Sevilla.

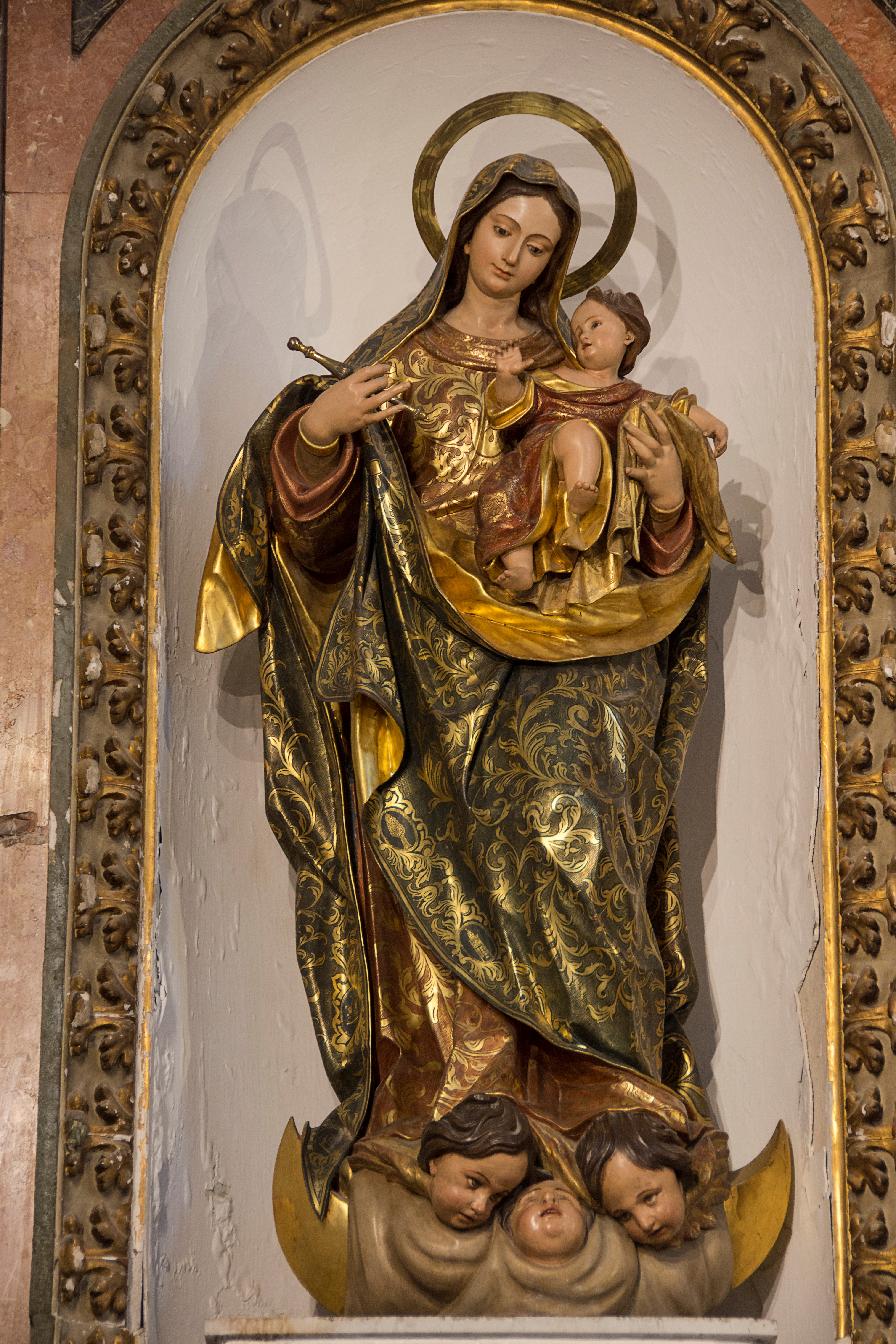
Virgen de las Victorias de Benito de Hita y Castillo (1765).

La Iglesia del Sagrado Corazón de Jesús se encuentra en Sevilla (Andalucía, España). Fue la iglesia del antiguo Colegio de San Francisco de Paula, de los mínimos, entre el siglo XVI y comienzos del siglo XIX. Desde 1887 pertenece a los jesuitas.

## Historia
En 1589 el arzobispo Rodrigo de Castro y el cabildo de la ciudad dieron su autorización para la instalación de un colegio de los mínimos en Sevilla, donde formar a novicios y estudiantes. Para ello contaron con la ayuda de Ana María de Leyva, hija de Sancho de Leyva y esposa del general Francisco Duarte de Mendicoa.
El colegio se instaló en unas casas de la calle de las Palmas (actual calle Jesús del Gran Poder), en la collación de San Lorenzo.
En 1625 consta que aún faltaba por construir la capilla mayor de la iglesia. Para esto, el arquitecto Andrés de Oviedo informó de la necesidad de comprar unas casas anejas a su propietaria, Ana Ramírez, por 15.000 ducados. La capilla mayor fue diseñada por fray Juan de Saavedra y el alarife Antonio de Fuentes, que inició las obras en 1647.
En 1810, con la invasión francesa de Sevilla, los mínimos fueron exclaustrados. No hay constancia de que los religiosos ocuparan este colegio nuevamente. El edificio pasó a manos del Estado tras la desamortización de 1835. El inmueble se transformó en un cuartel. Posteriormente, fue usado como casa de vecinos.
El altar mayor de la iglesia tenía una serie de doce cuadros sobre la vida de san Francisco de Paula, realizados por Lucas Valdés hacia 1710. Estos se encuentran en el Museo de Bellas Artes de Sevilla.
La iglesia del colegio se mantuvo abierta a cargo de un capellán. El régimen surgido de la Revolución de 1868 se incautó de la iglesia y se la vendió a la Sociedad Bíblica de Londres, que instaló en ella el primer templo protestante de Sevilla. En 1887 Dolores Armero y Benjumea, que se haría religiosa salesa, compró la iglesia a John Sutherland Black y se la entregó a los jesuitas. Los jesuitas ocuparon la iglesia desde entonces, con el título del Sagrado Corazón de Jesús.
La fachada principal de la iglesia, del siglo xvii, da a la calle Jesús del Gran Poder. En el frontispicio hay un azulejo de San Francisco de Paula en el desierto acompañado por querubines. A los lados se encuentran los azulejos de San Isidoro y San Leandro. Debajo, hay otro azulejo a cada lado: de San Cristóbal y San Jerónimo en el desierto. En la parte superior de la fachada hay una torre con un azulejo de la Virgen con el Niño, flanqueada por otros dos azulejos: de San Juan Bautista y San José.
A los lados de la portada hay dos azulejos: del Sagrado Corazón de Jesús (Arturo Ojeda, 1925) y del venerable Francisco Tarín Arnau (Juan Sánchez Cueto, 1987). El sacerdote Francisco Tarín Arnau fue declarado venerable por san Juan Pablo II en 1987 y se encuentra enterrado en este templo.
Junto a este lugar hay un centro jesuita, en la calle Trajano, que era de la Congregación de María Inmaculada y San Luis Gonzaga, y que es conocido como los Luises. Fue realizado por Aníbal González en 1920 para esta congregación. Es un edificio neogótico de ladrillo. Este centro tiene también una portada que da acceso a la iglesia, en la cual hay una estatua de San Ignacio de Loyola de José Lafita Díaz.

## Hermandades
Desde mediados del siglo XVI la Virgen de la Luz recibía culto en la Iglesia del Hospital de San Andrés, en el barrio de la Carretería, por parte del gremio de toneleros. Las reglas de la Hermandad de la Virgen de la Luz fueron aprobadas en 1586. En 1591 se incorporó a la Archicofradía de la Gloriosa Resurrección de Nuestro Señor Jesucristo, establecida en Roma. En 1592 esta hermandad se trasladó al Colegio de San Francisco de Paula. Por todo ello, el título de la cofradía pasó a ser Cofradía del Santísimo Cristo de la Salud, María Santísima de la Luz en el Misterio de sus Tres Necesidades, San Francisco de Paula y Gloriosa Resurrección de Nuestro Señor Jesucristo. En 1761 se trasladaron a una capilla propia en la calle Real de la Carretería, donde se mantiene. Esta hermandad es conocida como Hermandad de la Carretería.
A mediados del siglo XVI se fundó en la Iglesia de San Juan de Acre la Cofradía del Santísimo Cristo de la Sangre, Nuestra Señora de la Candelaria y San Juan Bautista. Hacia 1592 se trasladó a una capilla de la iglesia del Colegio de San Francisco de Paula. Esta hermandad empezó a decaer en el siglo XVIII, estando ya desaparecida a finales del siglo. En 1818 la capilla fue ocupada por la Hermandad de la Lanzada, que tuvo su sede en este lugar hasta 1836. Tras la Revolución de 1868, el Crucificado de aquella cofradía pasó a estar en un oratorio particular y, en 1881, pasó a tener el título de Cristo de las Siete Palabras, en la hermandad del mismo nombre, que tiene su sede en la Iglesia de San Vicente.
Es destacable también que se trató del templo fundacional de la Hermandad de los Javieres. Esta se fundó en 1945, en plena posguerra, dentro de una de las tres congregaciones que existían por aquel entonces en la Compañía de Jesús que se establecía en Sevilla: los Javieres. Esta aglutinaba trabajadores más o menos jóvenes y ocupaba locales colindantes con la residencia de los Jesuitas, en la calle Jesús del Gran Poder.